# Резилин
Резилин — это эластомерный белок, имеющийся у многих насекомых. Этот белок позволяет насекомым разных видов прыгать или махать крыльями более эффективно. Впервые он был обнаружен Торкелем Вайс-Фогом в суставе крыла саранчи.
Резилин в настоящее время является наиболее эффективным  упругим белком из известных (Элвин и соавт., 2005). Энергия отдачи резилина, изолированного от сухожилия саранчи, как сообщается, составляет 97% (только 3% запасенной энергии теряется в виде тепла). Этот белок не имеет постоянной структуры. Его произвольно свернутые волокна взаимосвязаны ди- и тритирозиновыми мостиками в нужных местах, чтобы предоставлять упругость, нужную для того, чтобы позволить насекомому прыгнуть на длину, превышающую его собственную в 150 раз (как, например, у блох). Резилин служит в течение всей жизни взрослых насекомых, и поэтому претерпевает сотни миллионов растяжений и сжатий, его энергия отдачи обеспечивает работу в течение всей жизни насекомых. Резилин демонстрирует необычное эластичное поведение только в полярных растворителях, таких, как вода.
Междисциплинарная исследовательская группа, финансируемая CSIRO, опубликовала свои исследования по искусственному созданию белка в журнале «Nature» 13 октября 2005 года.
Искусственно созданная форма резилина была синтезирована в 2005 году путём внедрения гена мухи, кодирующего этот белок, в геном кишечной палочки. Предполагается, что этот белок будет широко применяться в спортивной обуви, медицине, микроэлектронике и т.д.